# Rudolf Krell
Rudolf Krell (* 3. November 1868 in Sankt Petersburg; † 21. August 1946 in München) war ein deutscher Maschinenbauingenieur.

## Leben
Rudolf Krell war Oberingenieur der Vereinigten Maschinenfabrik Augsburg und Maschinenbaugesellschaft Nürnberg A.-G. und wurde zum 1. Januar 1908 zum ordentlichen Professor für Maschinenbaukunde an der Maschineningenieur-Abteilung der Königlichen Technischen Hochschule München berufen. 1914 gehörte er zu den Unterzeichnern der Erklärung der Hochschullehrer des Deutschen Reiches. Der eigenständige Lehrstuhl für Hebezeuge und Förderanlagen wurde nach seiner Emeritierung 1935 vom Maschinenbauingenieur Erich Vom Ende (1890–1961) übernommen.
Rudolf Krell war Mitglied der Schiffbautechnischen Gesellschaft und erhielt mit Urkunde von Adolf Hitler vom 8. November 1943 zu seinem 75. Geburtstag die Goethe-Medaille für Kunst und Wissenschaft.

## Schriften
- Entwerfen im Kranbau. Ein Handbuch für den Zeichentisch. 2 Bände, Oldenbourg, München/Berlin 1925